# Willy Menzner
Willy Menzner (* 11. Juli 1885 in Coburg als Willi Konrad Emil Menzner; † 8. Juli 1932 in Berlin-Schmargendorf) war ein deutscher Bildhauer, der unter anderem Porträtbüsten und Puttenfriese schuf. Er war Mitglied im Deutschen Künstlerbund.

## Arbeiten und Entwürfe

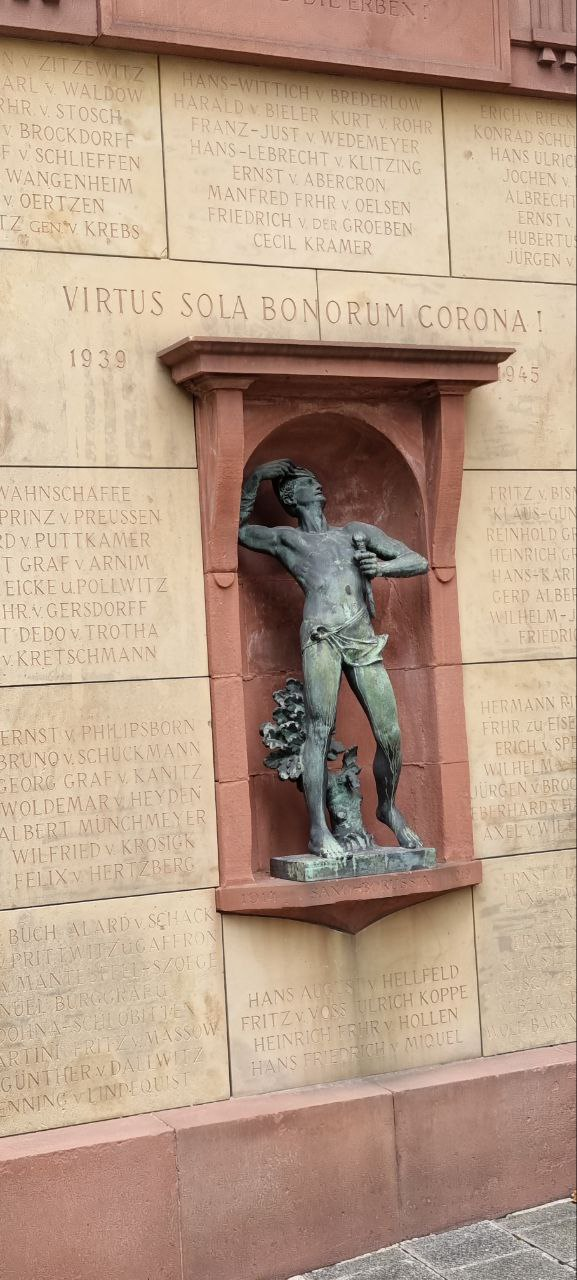
Kriegerdenkmal der Saxo-Borussia

- 1923: Bronzestatue eines Kriegers für das Kriegerdenkmal des Corps Saxo-Borussia, Heidelberg[4]
- Um 1925: Machbubabüste für Schloss Muskau in Bad Muskau (im Bestand der Staatlichen Kunstsammlung Dresden)[5]
- 1927: Pelikane mit Kind [6]
- 1928: 4 Tennisspieler auf Schloss Callenberg
- 1931: Büste von Otto Reutter für dessen Grabmal in Gardelegen